# Homalotylus terminalis
Homalotylus terminalis is een vliesvleugelig insect uit de familie Encyrtidae. De wetenschappelijke naam is voor het eerst geldig gepubliceerd in 1829 door Say.